# It Takes a Muscle
Singles de M.I.A.
XXXO
(2010) Bad Girls
(2012)
It Takes a Muscle est une chanson de l'artiste anglaise M.I.A., issue de son troisième album studio Maya. Elle a été publiée le 20 décembre 2010 en tant que dernier single. La chanson est une reprise du single obscur du duo de pop électronique néerlandais Spectral Display (Michel Mulders et Henri Overduin), publié en 1982, It Takes a Muscle to Fall in Love. Le single original n'a cependant pas été un grand succès, le duo se séparant peu après sa sortie. Le morceau a été produit par Diplo.
La version de M.I.A. a été la deuxième version de la chanson à être publiée en 2010. Un peu plus tôt, le duo de DJ's français Get a Room (composé de Rove Dogs et Jeff Masson) publièrent une édition limitée en single 10" vinyl avec un remix de la version originale de 1982 publiée par le label Small Time Cuts.
Le 2 novembre 2010 M.I.A. interprète It Takes a Muscle avec The Specials sur le plateau de Later... with Jools Holland.

## Liste des pistes
1. It Takes a Muscle
2. It Takes a Muscle (Pearson Sound Refix)